# SN 1995R
SN 1995R – supernowa typu Ia odkryta 29 czerwca 1995 roku w galaktyce UGC 8801. W momencie odkrycia miała maksymalną jasność 18,00m.